# Йодометрія
Йо́дометрі́я (англ. iodometry, нім. Iodometrie (f)) — метод титриметричного кількісного аналізу, що ґрунтується на вимірюванні кількості йоду, яка витрачається на окиснення відновників або виділяється внаслідок окиснення розчину йодиду калію.

## Визначення
Йодометричний аналіз побудований на властивості йоду зворотньо відновлюватися до йодидів. Для визначення відновників використовується пряма реакція (відновлення до йодиду), а для визначення окисників — зворотня: окиснення йодидів до йоду.
Вільний йод у розчині йодиду калію перебуває у комплексі трийодиду:
{\displaystyle \mathrm {I_{2}+I^{-}\rightleftarrows [I_{3}]^{-}} }
У присутності відновників комплекс відновлюється до йодиду, однак реакція також протікає і у зворотньому напрямі (у присутності окисників):
{\displaystyle \mathrm {[I_{3}]^{-}+2e^{-}\rightleftarrows 3I^{-}} }; E0 = 0,545 В
Окрім того, йод може брати участь у реакціях приєднання, що дозволяє використовувати метод для визначення деяких ненасичених органічних сполук (наприклад, ненасичених жирних кислот):
{\displaystyle \mathrm {R^{1}C{=}CR^{2}+[I_{3}]^{-}\longrightarrow R^{1}IC{-}CR^{2}I+I^{-}} }
Йод здатен заміщувати гідрогену у молекулах деяких ароматичних і гетероциклічних сполук (у фенолах, ароматичних амінах), що застосовується для кількісного визначення цих сполук.
Також галогени володіють особливістю заміщувати один одного в реакціях. Здатність до заміщення іншого галогену визначається порядковим номером, вона зменшується у ряді F—Cl—Br—I.

### Способи титрування
У йодометрії виділяють пряме, зворотнє та замісникове (непряме) титрування:
- пряме титрування застосовується для визначення вмісту сильних відновників, здатних переводити вільний йод у йодиди:

{\displaystyle \mathrm {[I_{3}]^{-}+2e^{-}\rightleftarrows 3I^{-}} };
- шляхом зворотнього титрування визначають сполуки-відновники, що повільно взаємодіють із йодом — у досліджуваний розчин додається відома надлишкова кількість йоду (у формі [I3]-), а за деякий час надлишок відтитровується розчином тіосульфату натрію:

{\displaystyle \mathrm {[I_{3}]^{-}+2S_{2}O_{3}^{2-}\longrightarrow 3I^{-}+S_{4}O_{6}^{2-}} }
За різницею між доданою кількістю йоду та тією, що була визначена при взаємодії з тіосульфатом, визначають кількість досліджуваної речовини, що прореагувала з йодом;
- замісникове титрування проводять при визначенні вмісту сильних окисників: доданий надлишок розчину йодиду калію окиснюється до йоду, який згодом відтитровується тіосульфатом натрію:[1]

{\displaystyle \mathrm {3I^{-}-2e^{-}\longrightarrow [I_{3}]^{-}} }
{\displaystyle \mathrm {[I_{3}]^{-}+2S_{2}O_{3}^{2-}\longrightarrow 3I^{-}+S_{4}O_{6}^{2-}} }

## Індикація

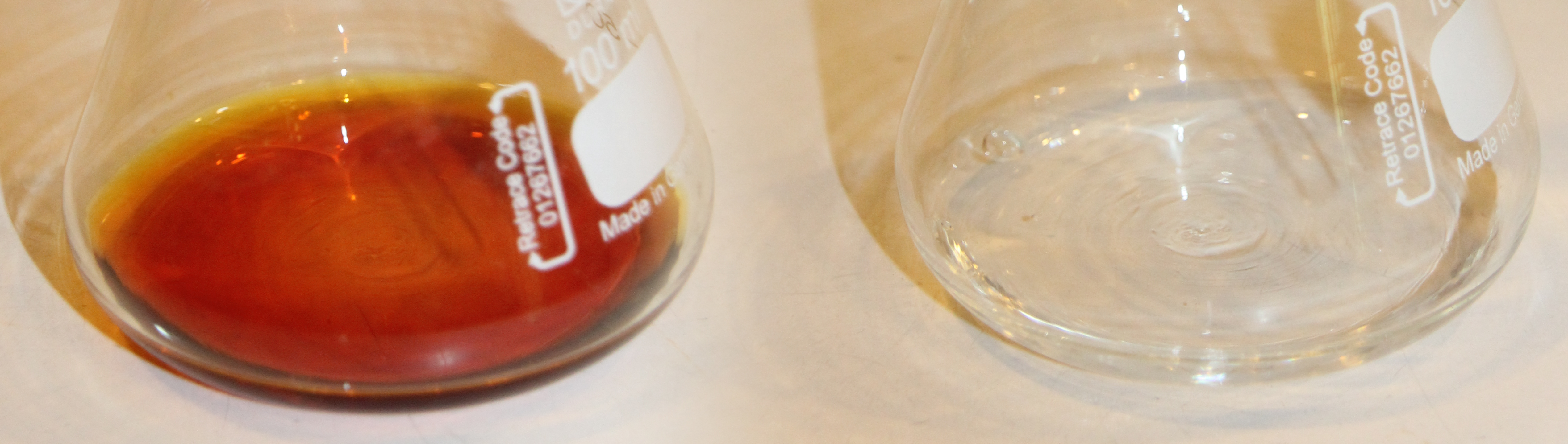
Забарвлення досліджуваного розчину до (ліворуч) та після (праворуч) досягнення кінцевої точки зворотнього титрування

Найчастіше як індикатор титрування застосовується 0,5% розчин крохмалю — із вільним йодом він утворює сполуку насиченого синього кольору. При визначенні вмісту відновників крохмаль додається на початку титрування і воно проводиться до появи синього забарвлення.
При зворотньому визначенні наявний розчин йоду титрується розчином тіосульфату натрію до переходу від бурого забарвлення до слабко-жовтого, а потім, після додавання незначної кількості крохмалю, до знебарвлення розчину. Додавання крохмалю до початку титрування може призвести до завищення результатів.
Інколи кінцеву точку титрування у йодометричному методі часто визначають без індикаторів, суто візуально: при титруванні розчином йоду остання крапля забарвлюватиме досліджуваний розчин у жовтуватий колір. В деяких органічних розчинниках (бензені, хлороформі, тетрахлорометані) йод забарвлює розчин у червоний колір; такий метод дозволяє визначати менші кількості йоду, ніж із крохмалем.

## Умови

### Умови прямого титрування
- Йод та його сполуки є достатньо леткими, що негативно впливає на точність кінцевого результату. З огляду на це, усі роботи проводять за низької температури та у герметичних колбах, склянках. До того ж, при нагріванні зменшується чутливість крохмалю до індикації.
- Реакція досліджуваного розчину має бути кислою або нейтральною; у лужному середовищі відбувається диспропорціонування йоду:

{\displaystyle \mathrm {I_{2}+2OH^{-}\rightarrow I^{-}+IO^{-}+H_{2}O} }

### Умови зворотнього титрування
- Визначення проводиться на холоді.
- Реакція середовища має бути близькою до нейтральної. У лужному середовищі відбувається диспропорціонування йоду, яке може викликати додаткову побічну реакцію:

{\displaystyle \mathrm {I_{2}+2OH^{-}\rightarrow I^{-}+IO^{-}+H_{2}O} }
{\displaystyle \mathrm {S_{2}O_{3}^{2-}+2OH^{-}+4IO^{-}\rightarrow 4I^{-}+H_{2}O+2SO_{4}^{2-}} }
У кислому середовищі можливий перебіг зворотньої реакції окиснення йодиду, а також розкладання тіосульфату:
{\displaystyle \mathrm {4I^{-}+4H^{+}+O_{2}\rightarrow 2I_{2}+2H_{2}O} }
{\displaystyle \mathrm {S_{2}O_{3}^{2-}+2H^{+}\rightarrow SO_{2}\uparrow +S\downarrow +H_{2}O} }
При утворенні під час перебігу реакції іонів H+, їх усувають додаванням гідрокарбонатів:
{\displaystyle \mathrm {H^{+}+HCO_{3}^{-}\rightleftarrows H_{2}O+CO_{2}\uparrow } }

### Умови замісникового титрування
- Титрування проводиться на холоді.
- Реакція досліджуваного розчину має бути кислою або нейтральною; у лужному середовищі відбувається диспропорціонування йоду:

{\displaystyle \mathrm {I_{2}+2OH^{-}\rightarrow I^{-}+IO^{-}+H_{2}O} }
- Вільний йод, який залишається в надлишку або утворюється при замісниковому визначенні, необхідно переводити у комплекс [I3]- додаванням у систему надлишкової кількості KI для запобігання його випаровуванню.
- Після додавання йодиду калію реакційну суміш витримують деякий час у темному місці для запобігання розвитку побічної реакції:

{\displaystyle \mathrm {4I^{-}+4H^{+}+O_{2}\rightarrow 2I_{2}+2H_{2}O} }
- Виділення йоду після додавання йодиду відбуваться повільно, тому розчин титрують не раніше? ніж через 10—15 хв після додавання.

## Стандартизація

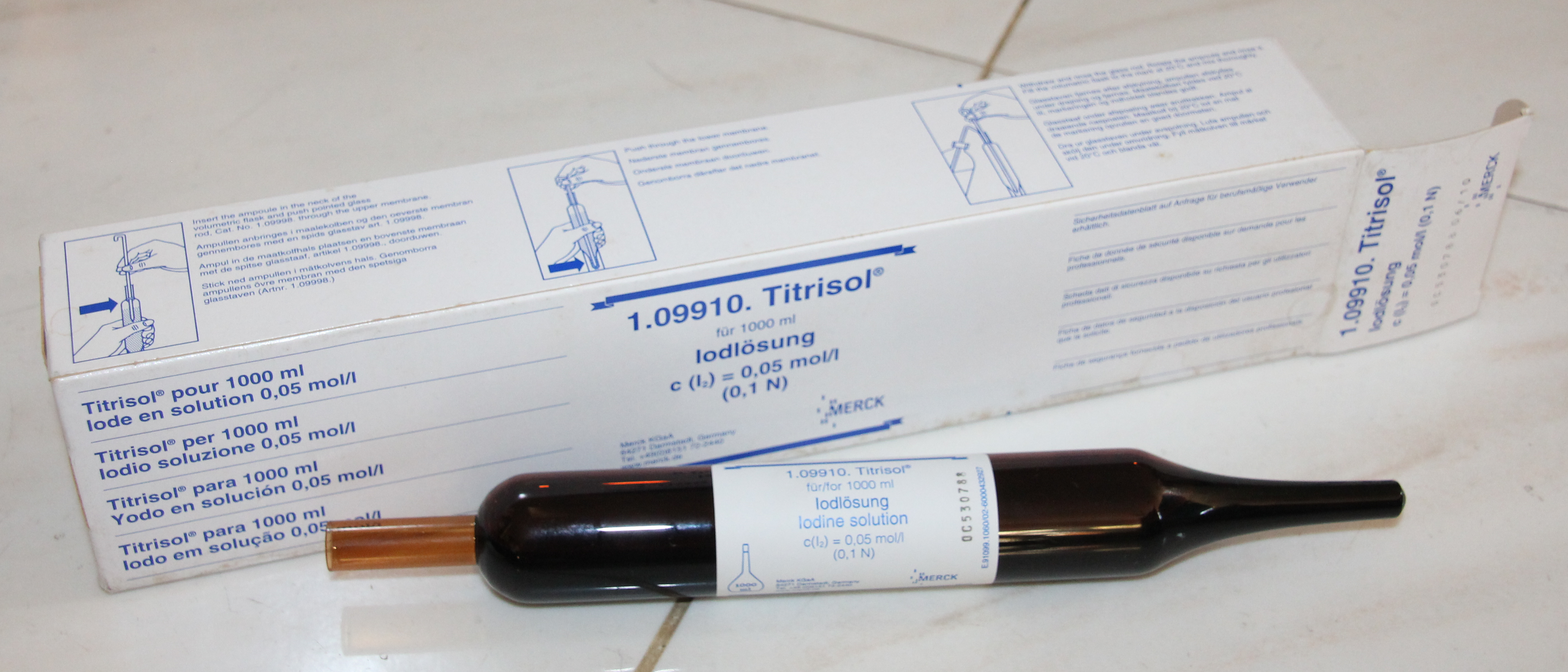
Стандартний розчин йоду (стандарт-титр)

Стандартний розчин йоду готують з наважки сублімованого кристалічного йоду, яку згодом розчиняють в концентрованому розчині йодиду калію для зменшення леткості йоду. Окрім того, стандарт-титри йоду відомої концентрації надходять у продаж. Стандартизувати отримані розчини можна за розчином тіосульфату натрію, оксидом арсену As2O3, сульфатом гідразину.
Розчин тіосульфату натрію не є стандартною речовиною через його малостійкість, а також схильність до утворення кристалогідратів. Розчин готують з кристалогідрату Na2S2O3·5H2O і стандартизують за дихроматом калію, броматом калію, йодатом калію, розчином перманганату калію тощо. Свіжоприготований розчин зберігають в темних склянках в місці, захищеному від світла, та без доступу кисню.

## Застосування
Метод йодометрії (прямого та зворотнього титрувань) використовують для визначення відновників: сполук As+3, Sb+3, Sn+2, сірководню, сульфітів, тіосульфатів, аскорбінової кислоти.
Замісникове йодометричне титрування застосовують для визначення окисників: сполук Fe+3, Cu+2, пероксиду водню, брому, хлору, гіпохлоритів, дихроматів, перманганатів, перйодатів, йодатів, броматів. Зокрема, йодометрично встановлюють концентрацію стандартного розчину бромату калію у методі броматометрії.